# Dodge D8-Serie
Der Dodge Serie D8 war ein PKW der Firma Dodge in Detroit, der als ein Nachfolger der Dodge D5-Serie im Oktober 1937 als Modell 1938 vorgestellt wurde.
Der Wagen hatte – wie seine Vorgänger – einen seitengesteuerten Sechszylinder-Reihenmotor mit 3569 cm³, der 87 bhp (64 kW) bei 3600/min. leistete. Einscheiben-Trockenkupplung, Dreiganggetriebe und Hinterradantrieb hatte auch dieses Fahrzeug. Auf Wunsch war eine Halbautomatik (durch Vakuum automatisch betätigte Kupplung) verfügbar.
Auch die Serie D8 war mit zwei Radständen verfügbar: Die meisten Aufbauten gab es auf dem Fahrgestell mit 2921 mm Radstand, die siebensitzige Touring-Limousine und die fünfsitzige Pullman-Limousine besaßen 3353 mm Radstand. Die Karosserien waren geringfügig überarbeitet worden: Der Kühlergrill hatte Chromstreifen entlang des Mittelsteges erhalten und der gesamte Kühlergrill stand wieder senkrecht. Als Aufbauten wurden – wie beim Vorgänger – eine zwei- oder viertürige Limousine, jeweils in „Normalausführung“ (mit Fließheck, aber ohne Kofferraum) und in „Touringausführung“ (mit Fließheck und hinten angeschlossenem Kofferraum) angeboten. Daneben gab zwei unterschiedliche zweitürige Coupés (Business und R/S), sowie ein zwei- und ein viertüriges Cabriolet auf dem kurzen Fahrgestell. R/S-Coupe und zweitüriges Cabriolet gab es wahlweise mit zwei oder vier Sitzplätzen. Das lange Fahrgestell wurde neben den oben beschriebenen Karosserien auch noch mit allen mechanischen Komponenten, aber ohne Aufbauten, geliefert, sodass es kundenseitig an Karosseriebaubetriebe vergeben werden konnte, die es mit Spezialaufbauten versahen.
Bereits im Oktober 1938 wurde die Serie D8 vom Modell Luxury Liner abgelöst.